# Uguaglianza (matematica)
In matematica l'uguaglianza indica comunemente una relazione binaria di equivalenza fra due enti, detti membri dell'uguaglianza. Rappresenta uno dei concetti più importanti e fondamentali introdotti a livello della logica di una teoria.

## Definizione
Più formalmente per uguaglianza/Identità, in una teoria del primo ordine, si intende una relazione, di solito definita col simbolo {\displaystyle =} (che si legge "uguale"), che verifichi i seguenti assiomi:
- {\displaystyle \forall x,\ x=x} (assioma di riflessività);
- {\displaystyle \forall x,y,\ x=y\rightarrow (P(x)\leftrightarrow P(y))} (schema di assiomi),

dove {\displaystyle P(\alpha )} è un predicato contenente la variabile libera {\displaystyle \alpha .}

## Scelta degli assiomi
L'assioma di riflessività e lo schema degli assiomi caratterizzano formalmente l'idea intuitiva di uguaglianza: il primo assioma afferma che ogni oggetto è uguale a se stesso, mentre il secondo afferma che due oggetti uguali verificano le stesse proprietà. In particolare lo schema degli assiomi afferma che due oggetti uguali sono essenzialmente la stessa cosa, infatti non c'è modo di distinguerli dato che: " tutto ciò che è vero per uno, è vero per l'altro". In particolare in una logica del secondo ordine, gli assiomi di uguaglianza si possono riformulare nel seguente modo:
- {\displaystyle \forall x,\ \ x=x;}
- {\displaystyle \forall x,y,\ x=y\leftrightarrow \ \forall S\ (S(x)\leftrightarrow S(y)),}

dove {\displaystyle S} è un predicato. Si noti, che in questo caso, si hanno solo due assiomi, mentre nell'altra definizione abbiamo uno schema di assiomi, questo è dovuto al fatto che nella logica del primo ordine non si può quantificare sulle proprietà diversamente da quanto avviene nella logica del secondo ordine.
L'uguaglianza è una relazione di equivalenza; tuttavia essa è molto particolare in quanto tutte le sue classi di equivalenza hanno cardinalità 1, e ciò è dovuto al fatto che l'uguaglianza gode di proprietà più restrittive rispetto alle consuete proprietà delle relazioni di equivalenza.
Una relazione di uguaglianza definita su un dato universo ha per grafico, nel prodotto cartesiano {\displaystyle X\times X}, l'insieme diagonale {\displaystyle \Delta _{X}:=\{(x,x)|x\in X\}.}